# Hubert du Plessis
Hubert du Plessis   (Malmesbury, 7 de juny de 1922 - Stellenbosch, 12 de març de 2011) va ser un compositor, pianista i professor de música sud-africà la carrera de la qual va transcórrer diverses dècades. Junt amb Arnold van Wyk i Stefans Grové, du Plessis va ser un dels compositors sud-africans més importants del segle xx.

## Biografia
Hubert du Plessis va néixer a una família Afrikaner en una granja anomenada Groenrivier a Malmesbury, al Cap Occidental, el 7 de juny de 1922. De prodigi musical des de ben jove, va començar a escriure les seves pròpies composicions de piano quan tenia set anys. Es va matricular a la Universitat Stellenbosch el 1940, convertint-se en el primer estudiant a la universitat en obtenir un títol de llicenciatura en música.
El 1943 va treballar breument per a la Companyia de Radiodifusió Sud-africana de Ciutat del Cap, però poc després va acceptar un lloc amb el departament de música de la Universitat de Rodes, on es va convertir en professor. De 1951 a 1954, va estudiar a la Royal Academy of Music de Londres, i al seu retorn a Sud-àfrica va acceptar un lloc docent a la Universitat Stellenbosch, convertint-se ràpidament en professor titular del departament de música. El 1963 va ser honorat per les seves contribucions musicals a l'Acadèmia de Ciència i Art sud-africana (coneguda comunament com a "The Academy").
Les composicions de Du Plessis van variar i van incloure peces corals i instrumentals. Es destaca per les seves contribucions a la música de cambra sud-africana i a la música orquestral. Inicialment oposat a la idea, du Plessis va incloure música folk africana en algunes de les seves composicions posteriors. Als anys seixanta va compondre algunes obres nacionalistes, que foren avalades pel govern del Partit Nacional, que va recolzar activament. Va atribuir la seva música nacionalista a una "consciència creixent" del seu patrimoni africà i, per tant, no es va oposar a que la seva música fos utilitzada amb finalitats polítiques.
Malgrat les estrictes lleis contra l'homosexualitat a l'Apartheid Sud-àfrica, du Plessis va estalviar desgracia pública i problemes legals per part del govern, i va viure sense vergonya com un home desconegut i obertament gai. Va aparèixer davant del Parlament sud-africà per fer una campanya contra l'enduriment de les lleis contra l'homosexualitat a finals dels anys seixanta.
Va morir a casa seva a Stellenbosch el 12 de març de 2011 a l'edat de 88 anys.